# Colt-Thompson-Maschinenpistolen und -Selbstladewaffen
Die Colt-Thompson-Maschinenpistolen und -Selbstladewaffen sind Maschinenpistolen und nie in Serie hergestellte Selbstladegewehre, die von der von John T. Thompson im Jahr 1915 gegründeten Auto-Ordnance Corporation (USA) entwickelt und auf den Markt gebracht worden sind. Die 15.000 Maschinenpistolen wurden in den Jahren 1921/1922 von der Colt’s Patent Fire Arms MFG. Co hergestellt. Das Nachfolgemodell, die von Savage Arms und der neu gegründeten Auto-Ordnance Corporation Bridgeport (Connecticut) hergestellte Thompson-Maschinenpistole, wurde im Zweiten Weltkrieg in großer Zahl eingesetzt.

## John T. Thompson

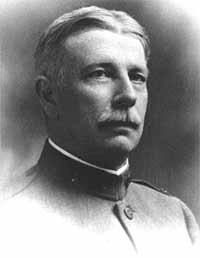
John T. Thompson

Im Spanisch-Amerikanischen Krieg war John T. Thompson verantwortlicher Offizier für die Ausrüstung des Expeditionskorps unter General Shafter. Aufgrund seiner dortigen Erfahrungen begann er, sich für die Weiterentwicklung von Infanteriewaffen zu interessieren. Als Chef der Infanteriewaffen-Abteilung des Beschaffungsamtes der United States Army war er maßgeblich an der Entwicklung des M1903-Gewehres sowie an der Wiedereinführung von großkalibrigen Faustfeuerwaffen wie dem Colt M1911 beteiligt. Sein Abnahmestempel „J.T.T.“ ist deshalb auf vielen Waffen dieser Zeit zu finden. Nach seinem Austritt aus der Armee trat er im Jahr 1914 als Chefingenieur in die Remington Arms Co. ein und wurde mit dem Aufbau der Eddystone-Waffenfabrik in Chester beauftragt. Unter seiner Leitung wurden dort in großer Zahl Pattern-1914-Enfield-Gewehre für die britische und Mosin-Nagant-Gewehre für die russische Armee hergestellt. Mit dem Kriegseintritt der Vereinigten Staaten im Jahr 1917 trat er wieder in den Armeedienst ein und wurde im Rang eines Brigadegenerals verantwortlicher Leiter der Arsenale der US-Armee. Für seine Leistungen wurde er mit der Army Distinguished Service Medal ausgezeichnet.
John T. Thompson war verheiratet und hatte einen Sohn, Marcellus Thompson, der ebenfalls in West Point zum Offizier ausgebildet wurde. Dieser befehligte im Ersten Weltkrieg ein Artillerieregiment in Europa. John T. Thompson starb am 21. Juni 1940; er wurde auf dem Friedhof der West Point Academy beigesetzt.

## Die Auto-Ordnance Corporation

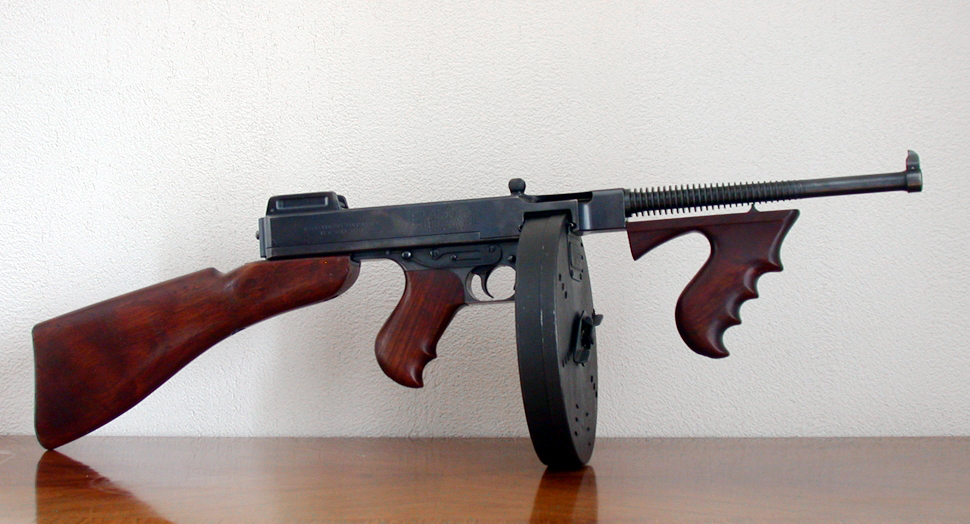
Colt-Thompson Model of 1921, 100-Schuss-Trommel

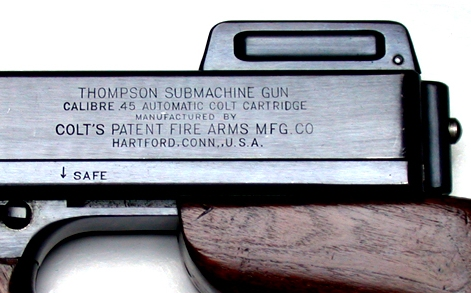
Colt-Inschrift auf der Thompson 1921

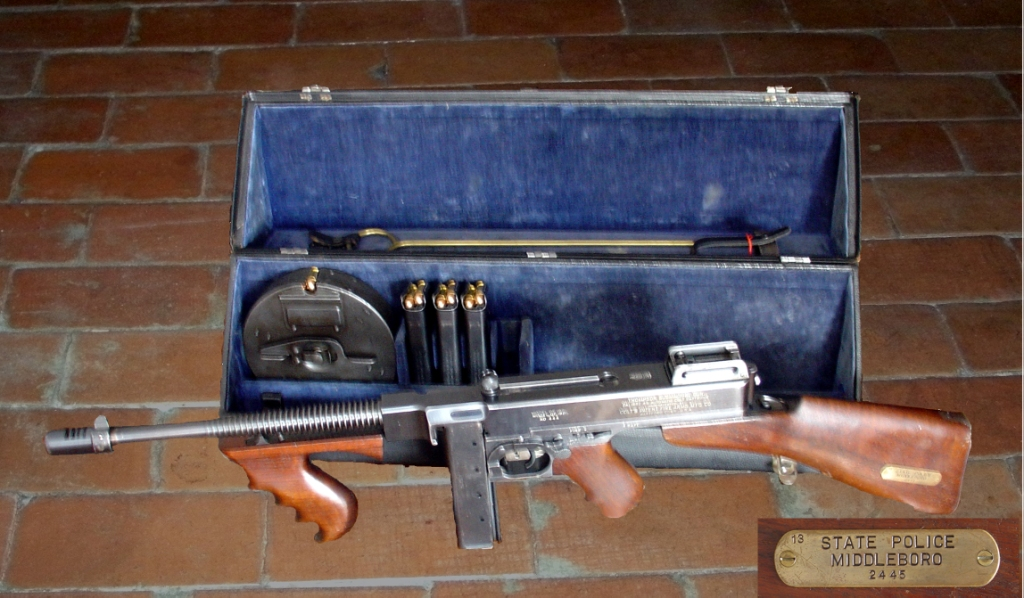
Thompson Model 1921AC, Transportkoffer, der State Police Middleboro, Massachusetts

Thompson war das Blish-Patent seit 1915 bekannt. Der Marineoffizier John Bell Blish hatte festgestellt, dass sich Geschütz-Schraubenverschlüsse bei starken Ladungen selbst blockieren, bei schwachen Ladungen jedoch teilweise öffnen. Bereits als Verantwortlicher des US-Waffenbeschaffungsamtes hatte Thompson die Einführung von Infanterie-Selbstladegewehren propagiert und bestehende Modelle aus dem In- und Ausland testen lassen. Aufgrund seiner Kenntnisse nahm er an, dass Selbstladegewehre unter Ausnützung des Blish-Effektes kostengünstig herzustellen wären. Er entschloss sich zur Zusammenarbeit mit Blish und engagierte im Sommer 1916 Theodore H. Eickhoff als Chefingenieur zur Entwicklung der Waffe.
Die ab August 1916 tätige Auto-Ordnance wurde im Dezember des gleichen Jahres als Auto-Ordnance Corporation mit Sitz in New York eingetragen. Geschäftsführer der Auto-Ordnance wurde Thompson, der auch einen erheblichen Teil der Aktien hielt, ein Teil der Aktien ging an Blish. Wichtigster Geldgeber und Teilhaber, der die Gründung der Firma ermöglichte, war der Finanzier Thomas Fortune Ryan, ein Amerikaner irischer Abstammung.
Die Entwicklungswerkstatt der Auto-Ordnance befand sich in Cleveland, Ohio; dort wurden die ersten Selbstladegewehre von Eickhoff und dem im Jahr 1917 eingestellten Oscar V. Payne entwickelt. Als rechte Hand Thompsons war George E. Goll für die Organisation und Durchführung der Waffenvorführungen zuständig. Da im Werk in Cleveland Werkzeugmaschinen fehlten, wurden die Gewehrprototypen und die ersten Maschinenpistolen bei der Warner & Swasey Company of Cleveland hergestellt. Getestet wurden sie bei der Auto-Ordnance, einer der Gewehrprototypen explodierte dabei. Eickhoff und Payne stellten rasch fest, dass der Blish-Verschluss für starke Gewehrladungen ungeeignet ist, jedoch mit Pistolenpatronen problemlos funktioniert.
Thompson, in Kenntnis der Probleme im Stellungskrieg an der Front in Europa, beschloss daraufhin, eine Maschinenpistole zu entwickeln, die er Trench Broom (Grabenbesen) nannte. Sie sollte als leichte Dauerfeuerwaffe an Sturmtruppen abgegeben werden. Im Gegensatz zur von der deutschen Armee verwendeten Bergmann-MP18-Maschinenpistole kam sie für den Krieg in Europa zu spät.
Nach der Herstellung der ersten Prototypen in Cleveland wurde im Jahr 1919 die Colt’s Patent Fire Arms MFG. Co Hartford, Connecticut mit der weiteren Entwicklung bis zur Serienreife beauftragt, Cleveland wurde geschlossen und die wichtigsten Mitarbeiter von Colt übernommen. Ein Jahr später wurde Colt beauftragt, 15.000 Thompson-Maschinenpistolen herzustellen. Mit der Herstellung der Pistolengriffe und Kolben wurde die Remington Arms beauftragt. Die Fabrikation der Thompson Submachine-Gun Model of 1921 begann am 30. März 1921 mit der Seriennummer 41 und endete am 26. Juli 1922 mit der Seriennummer 15040.
Die Verkäufe liefen schlecht, 1940 waren noch 4700 dieser Maschinenpistolen am Lager. Etwa 1000 Waffen gingen an die US-Streitkräfte, einige 100 an andere Armeen, etwa 500 über George G. Rorke (wie Fortune Ryan ein Amerikaner irischer Abstammung) an die Irish Republican Army. Diverse Waffen wurden an das FBI, an Polizeieinheiten und Gefängnisse verkauft. Im zivilen Markt gingen sie an Industrielle zur Streikbekämpfung und an Kriminelle wie Al Capone, John Dillinger, Babyface Nelson und andere, bis der Erwerb durch Privatleute mit dem National Firearms Act of 1934 wesentlich erschwert wurde.
Im Jahr 1928 zog sich Thompson aus der Firma zurück. Nach dem Tod Ryans im Jahr 1929 wollten seine Erben die Firma liquidieren, wurden aber von Marcellus Thompson daran gehindert. Er führte die Auto-Ordnance Co. weiter und verkaufte sie kurz vor dem Bankrott 1939 an den Financier Russel Maguire. Das erste Geschäft Maguires war es, die 4700 verbliebenen Thompsons an die vom Krieg bedrohten Alliierten zu verkaufen. Als zweites gab er die Massenproduktion des Navy Model 1928 bei Savage Arms, Utica, New York in Auftrag. Zudem war er maßgeblich an der Organisation des Auto-Ordnance Plants beteiligt, einer Fabrik in Bridgeport, Connecticut, die ab August 1940 die Kriegsproduktion der Waffe aufnahm. Für John T. Thompson († 1940) und seinen Sohn Marcellus († August 1939) war es zu spät, vom finanziellen Erfolg der Thompsons zu profitieren.

## Das Thompson-Selbstladegewehr

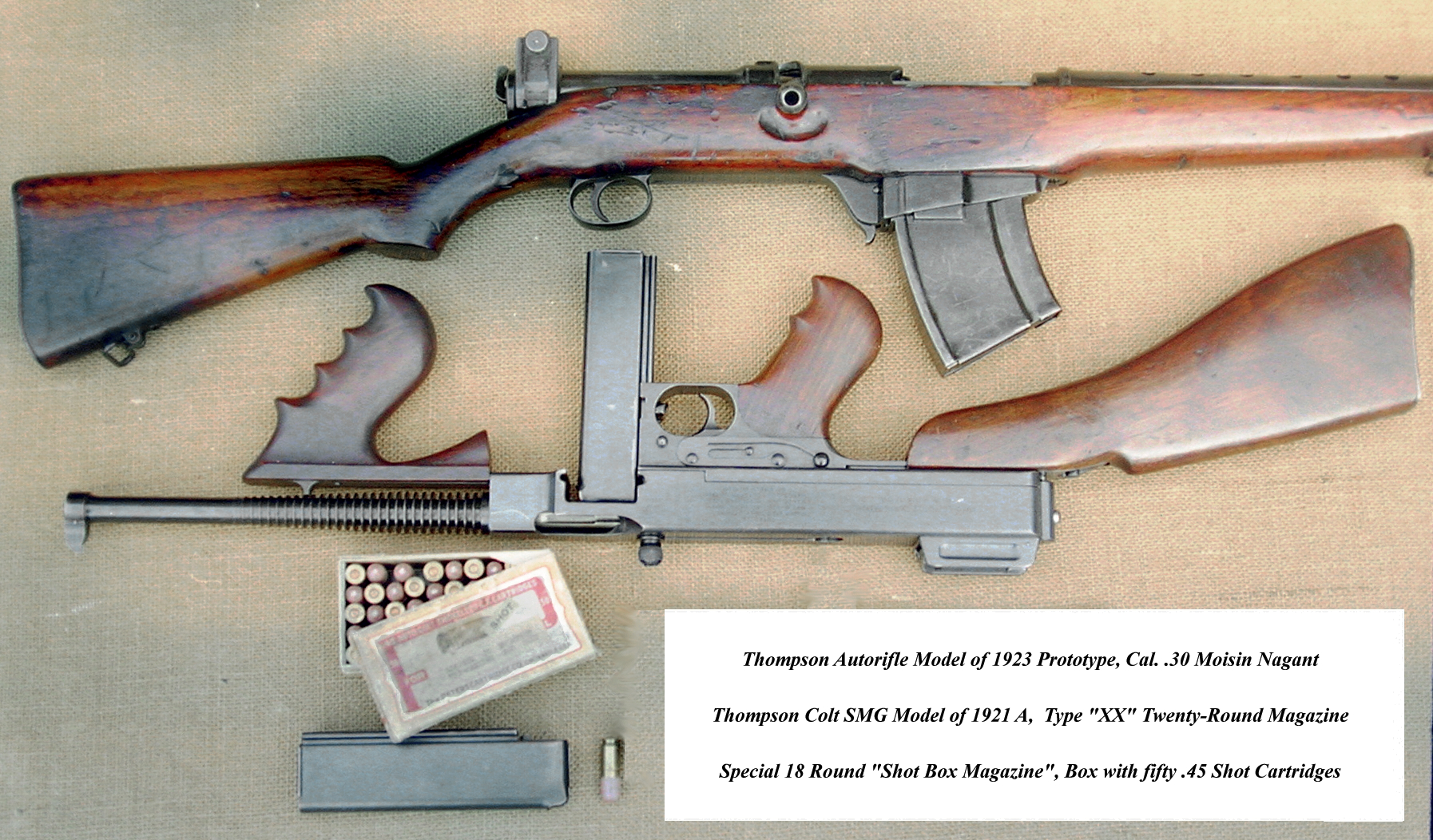
Thompson-Selbstladegewehr, Maschinenpistole Thompson Model 1921

Die meisten im Ersten Weltkrieg verwendeten Infanteriegewehre waren Repetierwaffen. Selbstladegewehre wie die von Mauser, Mannlicher, Cei-Rigotti, Farquhar-Hill, Bang etc. befanden sich noch im Entwicklungsstadium. Die im Weltkrieg sporadisch verwendeten Gewehre Mondragon und St. Etienne Modell M1917 waren Gasdruck- oder Rückstoßlader mit verriegeltem Verschluss. Dasselbe gilt für die leichten Maschinengewehre, das MG 08/15, Chauchat, Lewis Gun und das Madsen Lmg. Das Schwarzlose-MG mit verzögertem Masseverschluss funktionierte nur dank eines kurzen Laufs und gefetteter Patronen. Thompson nahm an, dass ein Selbstladegewehr in Anwendung des bei Höchstdrücken blockierenden Blish-Verschlusses wie ein Repetiergewehr mit feststehendem Lauf entwickelt werden könnte und auch mit nicht gefetteten Patronen einwandfrei funktionieren würde. Er beauftragte seine Ingenieure mit der Entwicklung eines solchen Gewehres im amerikanischen Gewehrkaliber .30-06 Springfield.
Die von Eickhoff und Payne entwickelten Prototypen waren aufschießende Waffen mit Zylinderverschluss. Dieser verriegelte auf dem Prinzip des Artillerie-Schraubenverschlusses. Der Verschlusskopf trug ein unterbrochenes sechsgängiges Gewinde; dieses passte in das Gewinde in einer im Verschlussgehäuse angebrachten Hülse aus Bronze. Die Gewindesteigung war so berechnet, dass der Verschluss erst entriegelte, wenn der Gasdruck weitgehend abgefallen war. Zum Entriegeln musste sich der Verschlusskopf um 90° drehen, der Winkel der tragenden Gewindesektoren war etwas kleiner als 90°. Der Verschluss bestand aus zwei Komponenten, dem Verschlusskopf und der dahinterliegenden Zusatzmasse. Deren Berührungsflächen waren als Doppelhelix ausgebildet. Die Doppelhelix bewirkte, dass die hintere nicht drehbare Komponente durch die Rotation der vorderen Komponente stark beschleunigt wurde und damit die Rotation und Entriegelung des Verschlusskopfes zusätzlich verzögerte. Beim Schuss wurde die hinter der Zusatzmasse liegende Schließfeder gespannt und damit der automatische Nachladevorgang eingeleitet.
Zum Laden der Waffe war am Verschlusskopf ein Kammerstängel angebracht. Geladen wurde, indem man entriegelte, den Verschluss nach hinten zog und nach vorne schnellen ließ. Beim Schuss drehte sich der Verschlusskopf inklusive Kammerstängel schlagartig um 90°, schnellte zurück und nach vorn und verriegelte. Dies konnte zu Verletzungen des Schießenden führen. Rasch stellte sich heraus, dass das Gewehr nicht einwandfrei funktionierte. Die Annahme der Erfinder, dass die Verzögerung auf dem von Blish angenommenen momentanen Verkleben der Kontaktflächen beruhe, war falsch. Sie beruhte einzig auf der Trägheit der übersetzt beschleunigten Massen sowie dem Reibungswiderstand in den Gewindegängen und der Doppelhelix. Um eine einwandfreie Funktion zu gewährleisten, mussten die Patronen geölt werden.
Obschon 1923 von der Firma Colt weiterentwickelte Modelle des Gewehrs, Colt’s Auto Rifle Type P.C. („P“ für Payne, „C“ für Colt) in der Evaluation der US-Armee in der Springfield Armory (Massachusetts) zum Ersatz des Springfield-M1903-Repetierers getestet wurden, blieb der Erfolg aus und die Armee entschied sich für das M1 Garand-Gewehr. Payne verließ danach die Firma.

## Die Thompson-Maschinenpistolen

### Die Entwicklung, das Model of 1919
Die Entwicklung der Thompson-Maschinenpistole begann im Jahr 1917. Thompson verlangte eine leichte, aus der Hüfte zu schießende Waffe mit 50 bis 100 Schuss, die von einem Mann bedient und auch in der Dunkelheit nachgeladen werden konnte. Am 22. September 1917 legte Oscar Payne eine Perspektivzeichnung einer solchen Waffe vor und ein Persuader genannter Prototyp mit Gurtzufuhr wurde gebaut, jedoch nie fertiggestellt. Er ist heute im Museum der United States Military Academy in West Point ausgestellt. Der Verschluss glich bereits dem in allen Thompson-Maschinenpistolen verwendeten verzögerten Masseverschluss. Beim ersten fertiggestellten Prototyp, dem Annihilator I, Seriennummer 1, konnten wahlweise Trommel- oder 20-Schuss-Stangenmagazine eingesetzt werden. Die Kadenz der ersten Waffen betrug noch bis 1500 Schuss/Min. Vom Annihilator II wurden zwei Stück mit den Seriennummern 2 und 3 hergestellt. Die erste Thompson mit abnehmbarem Kolben war die No. 11. Der letzte Prototyp war unnummeriert. Alle diese Waffen trugen die Aufschrift: THIS GUN IS PROTECTED BY AMERICAN AND FOREIGN PATENTS.

### Das Colt Model of 1921
Im August 1920 wurde zwischen der Auto-Ordnance Corporation und der Colt’s Patent Fire Arms MFG ein Vertrag zur Fabrikation von 15.000 Stück dieser Waffen abgeschlossen. Die ersten – noch vom Typ 1919 – sind noch Sample guns (Musterwaffen), die Nummer 26 trägt neben der Auto-Ordnance-Aufschrift bereits auch die der Firma Colt. Die ersten zwei Thompson, Model of 1921-Maschinenpistolen wurden am 30. März 1921 an die Infantry School, Dept. of Experiment, Camp Benning (GA) ausgeliefert, sie trugen die Seriennummer 41 und 44. Die Thompson Model of 1921 hatte eine Schusskadenz von 800 Schuss/Min. Sie wurde mit 20-Schuss-Stangenmagazinen sowie 50 und seltener 100 Schuss fassenden Trommelmagazinen ausgeliefert. Für das Verschießen von etwas längeren .45 Schrotpatronen konnte ein an die Patronenlänge angepasstes 18-Schuss-Magazin verwendet werden (siehe Bild Thompson-Selbstladegewehr).

### Military Model of 1923
Als erste Variante des Modells 1921 wurde 1923 eine Waffe im etwas stärkeren Kaliber .45 Remington-Thompson entwickelt. Als leichtes Sturmgewehr hatte es einen 16-Zoll-Lauf (406 mm) ohne Kühlrippen, einen geraden Vorderschaft, Zweibeinstütze und eine Bajonetthalterung. Das Verschlussgehäuse war das der Thompson 1921, der Kolben war für den Liegendanschlag etwas flacher gehalten. Da die .45-Remington-Thompson-Patrone etwas länger war als die .45 ACP, wurde das 18-Schuss-Schrotpatronen-Magazin verwendet. Fünf dieser Waffen wurden für Armee-Vorführungen hergestellt, zwei gingen in den zivilen Markt. Heute existieren noch zwei dieser Waffen, eine im West Point Museum, die andere in einem französischen Militärmuseum.

### Model of 1921AC
Ab 1926 wurde ein Teil der bereits fabrizierten Waffen mit einer Mündungsbremse, dem Cutts Compensator versehen, um die Waffe bei Dauerfeuer besser beherrschbar zu machen. Die Waffen ohne Mündungsbremse wurden fortan Model of 1921A genannt.

### Model of 1927
Das Modell 1927 war ein auf Einzelfeuer abgeändertes Modell 1921. Es wurde für Polizeieinheiten und Gefängniswärter hergestellt. Die Aufschriften auf der Waffe wurden ausgefräst, MODEL OF 1921, THOMPSON SUBMACHINE GUN, hießen neu MODEL OF 1927, THOMPSON SEMI-AUTOMATIC CARBINE. Die meisten dieser Waffen waren mit einem Cutts ausgerüstet und wurden später durch Austausch von zwei Komponenten wieder auf Serienfeuer umgebaut.

### U.S.-Navy Model of 1928
Im Jahr 1927 testete das Beschaffungsamt der United States Navy Thompson-1921-Maschinenpistolen für die United States Marines, wobei die hohe Schussfolge bemängelt wurde; es wurde verlangt, diese auf 600 Schuss/min. zu senken. Oscar V. Payne, der die Firma im Jahr 1922 verlassen hatte, wurde beauftragt, das Problem der Schussfolge zu lösen. Dies gelang ihm, indem er Korrekturen an nur drei Komponenten vorschlug: Die Masse des Steuerstückes wurde erhöht und eine härtere Schließfeder verwendet, was eine dünnere Führungsstange bedingte. Der Rest der Waffe blieb gleich, sie funktionierte einwandfrei und war wesentlich besser beherrschbar. Bei der Beschriftung der Waffe wurde U.S.NAVY hinzugefügt; die Ziffer 1 von 1921 wurde mit einer 8 überschlagen, unter Sammlern heißt diese Version deshalb Navy Overstamp. Die an die Marine ausgelieferten Waffen hatten einen geraden Vorderschaft, entsprechend dem der späteren Kriegsfertigungen. Für den zivilen Markt konnten auch Waffen mit dem doppelten Pistolengriff erworben werden. Die meisten Model of 1928 Thompsons hatten einen Cutts Compensator.

### Herstellung von Prototypen in England
Im Jahr 1925 wurde an die Birminghall Small Arms Ltd. in England eine Lizenz zur Herstellung von Thompson-Waffen vergeben. Insgesamt wurden neun Waffen in verschiedenen Kalibern hergestellt. Sie sind am in der Verlängerung des Verschlusskastens angebrachten Kolben erkennbar. Zudem ist die Existenz eines von BSA fertiggestellten und mit BSA bezeichneten Thompson-Selbstladegewehrs im russischen Kaliber 7,62 × 54 mm R bekannt.

### Technik, Funktion

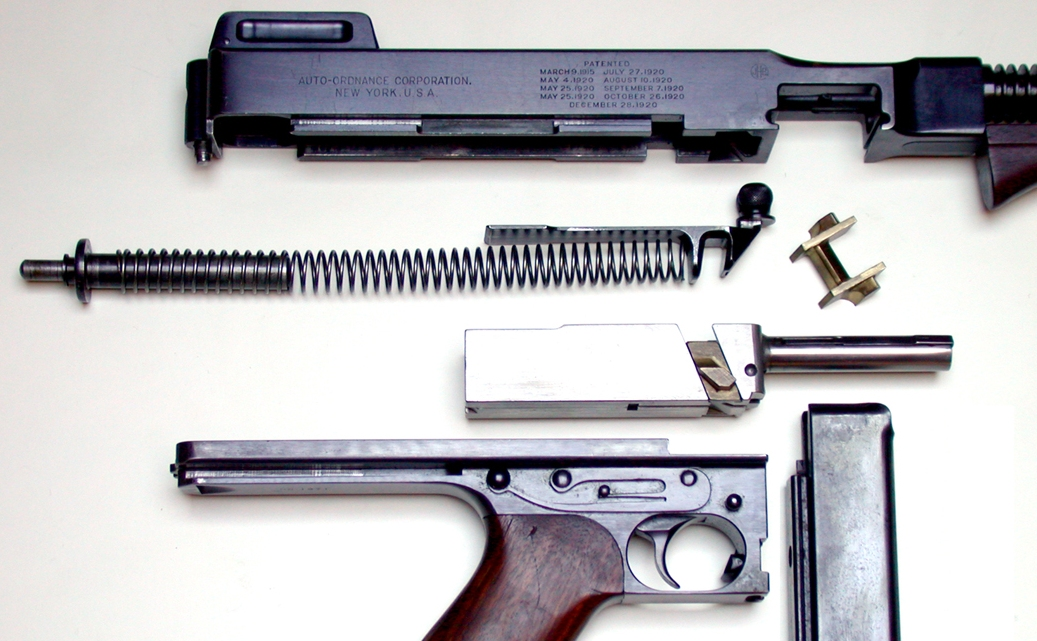
Thompson Model of 1921, Verschluss, H-Verbindungsstück, leichtes Steuerstück

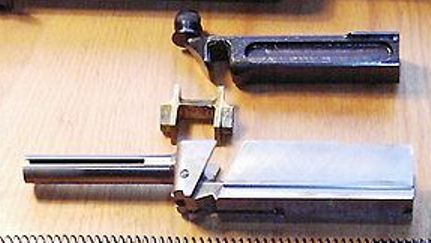
Thompson Model of 1928, Verschluss, H-Verbindungsstück, schweres Steuerstück

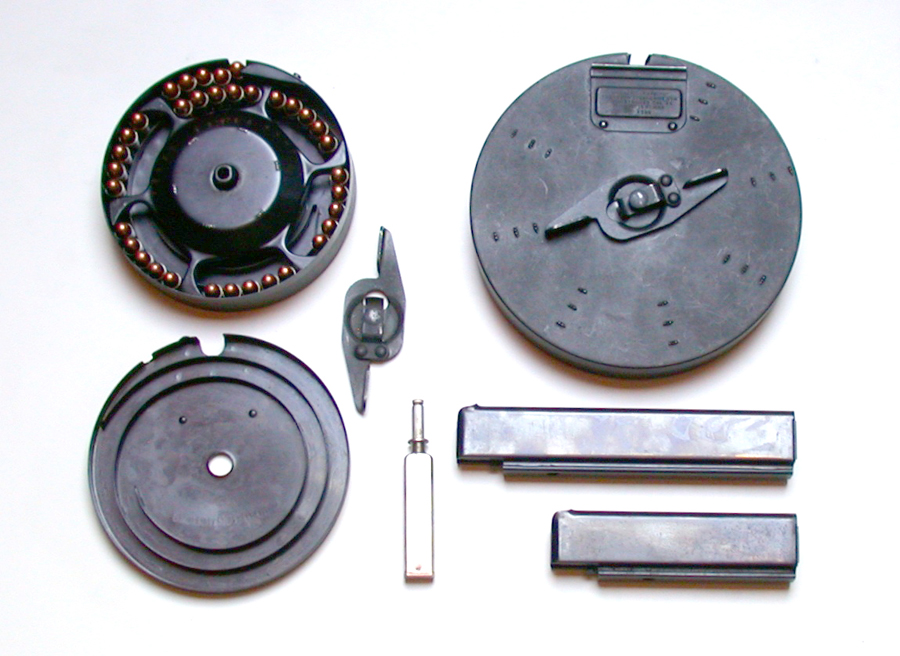
Thompson-Magazine und -Öler

Alle in Cleveland und Hartford bei Colt hergestellten Thompson-Maschinenpistolen sind Rückstoßlader mit verzögertem zuschießenden Masseverschluss. Dieser besteht aus zwei Komponenten – dem eigentlichen Verschlussblock und dem Steuerstück –, die durch ein H-förmiges Zwischenstück aus Bronze verbunden sind. Dieses verzögert den Rücklauf des Verschlussblockes, indem es mit zwei vorstehenden Verriegelungselementen in kurze, 45° nach oben führende Einfräsungen im Verschlussgehäuse eingreift. Da es im Verschlussblock in einem Winkel von 70° nach oben gleitet, bremst es diesen zusätzlich. Gleichzeitig beschleunigt das H-Stück die hintere Komponente des Verschlusses, das durch die Schließfeder nach vorne gepresste Steuerstück. Sobald die Verriegelungselemente des H-Stückes freigegeben sind, kann das gesamte Verschlusssystem zurücklaufen, die Schließfeder wird gespannt und der Nachladevorgang wird eingeleitet. Die Winkel der Gleitflächen des H-Stückes in Rahmen, Verschlussblock und Steuerstück sind so berechnet, dass das Steuerstück im Moment der Freigabe den im Verhältnis zum Verschlussblock doppelten Weg zurückgelegt hat. Die Verzögerung des Rücklaufs des Verschlusses beruht somit auf der Trägheit der übersetzt beschleunigten Masse des Steuerstückes sowie auf dem Reibungswiderstand zwischen den einzelnen Komponenten. Zur einwandfreien Funktion muss das H-Verbindungsstück geschmiert sein; dies geschieht durch im Verschlussgehäuse angebrachte ölgetränkte Filzelemente.
Alle Thompson-M1921-Maschinenpistolen sind zuschießende Waffen mit einer Lauflänge von 270 mm (10,5 Zoll). Sie verschießen die gleiche Patrone wie der Colt M1911, die .45-ACP-Patrone und haben eine Kadenz von 800 Schuss/Min. Zum Spannen der Waffe wird ein auf dem Steuerstück angebrachter, oben aus dem Verschlussgehäuse ragender Knopf nach hinten gezogen, die Waffe ist mit offenem Verschluss schussbereit. Wird der Abzug betätigt, lässt die Schließfeder den Verschluss nach vorne schnellen, dieser schiebt dabei eine Patrone aus dem Magazin ins Patronenlager. Vorne am Verschluss ist ein Kipphebel angebracht, sein unteres Ende schlägt an der vorderen Fläche unter dem Lauf auf, mit seinem oberen Ende wird der Zündstift nach vorn gepresst, er zündet. Die Waffe schießt so lange, bis der Abzugbügel losgelassen wird oder das Magazin leer ist.
Die Waffe wurde mit XX-Stangenmagazinen ausgeliefert, zusätzlich waren L- sowie C-Trommelmagazine erhältlich. Die Bezeichnungen XX, L und C geben die jeweilige Magazinkapazität in römischen Zahlen an (XX: 20, L: 50 und C 100 Schuss). Zum Verschießen der etwas längeren Schrotpatronen diente ein spezielles 18-Schuss-Stangenmagazin.

### Produktion und Verwendung im Zweiten Weltkrieg
Die von der Savage Arms Utica, (NY) und der Auto-Ordnance Corporation Bridgeport (CT) hergestellten Thompson M1928A1-, M1- und M1A1-Maschinenpistolen wurden im Zweiten Weltkrieg in großer Zahl eingesetzt.